# 우르의 지구라트
우르의 지구라트(수메르어: 𒂍𒋼𒅎𒅍, "기단에서 영(靈)이 창조되는 신전"을 의미. 영어: Ziggurat of Ur) 또는 우르의 대지구라트(영어: Great Ziggurat)는  현재 이라크 디카르주의 나시리야 근처 우르에 있던 우르 제3왕조의 지구라트이다. 우르의 지구라트는 초기 청동기 시대(기원전 21세기)에 지어졌으나 신바빌로니아 시대인 기원전 6세기경 나보니두스 왕에 의해 복원되면서 폐허가 되었다.
우르의 지구라트는 1980년대 사담 후세인의 명령으로, 건물 외관과 계단을 부분적으로 재건축됐다. 우르의 지구라트는 두르 운타시(초가잔빌)의 지구라트 외에 메소포타미아의 지구라트 중 가장 잘 보존되어 있으며, 왕릉, 우르남무 궁전(E-hursag)과 함께 우르 제3왕조의 잘 보존된 세 건축물 중 하나이다.

## 수메르 지구라트

Marjorie V. Duffell이 레너드 울리를 위해 그린 이라크 우르의 지구라트 그림, 1937년

지구라트는 우르 제3왕조 시대인 기원전 21세기에 난나르 신을 기리기 위해 우르남무 왕이 건설했다. 거대한 계단식 피라미드의 길이는 64m, 너비는 45m, 높이는 30m를 넘는다. 수메르 지구라트는 현재 토대만 남아 있기 때문에 정확한 높이는 알 수 없다.
지구라트는 도시의 행정 중심지 역할을 했던 사원 단지 안에 있는 조각으로 우르의 수호신인 달의 신 난나(Nanna)의 사당이었다.
지구라트는 기원전 21세기에 슐기(Shulgi) 왕이 도시의 충성을 얻기 위해 스스로를 신으로 선포하면서 완성되었다. 그의 48년 통치 기간 동안 우르는 메소포타미아의 많은 부분을 지배하는 국가의 수도로 성장했다.

## 신바빌로니아 복원
기원전 6세기 신바빌로니아 제국의 마지막 왕인 나보니두스 왕은 "마지막 단계 외에는 거의 남지 않았고 기념물의 원래 모습에 대해 안내할 만한 것도 아무것도 찾지 못한 후" 3단계가 아닌 7단계에 걸쳐 복원했다.

## 발굴 및 보존

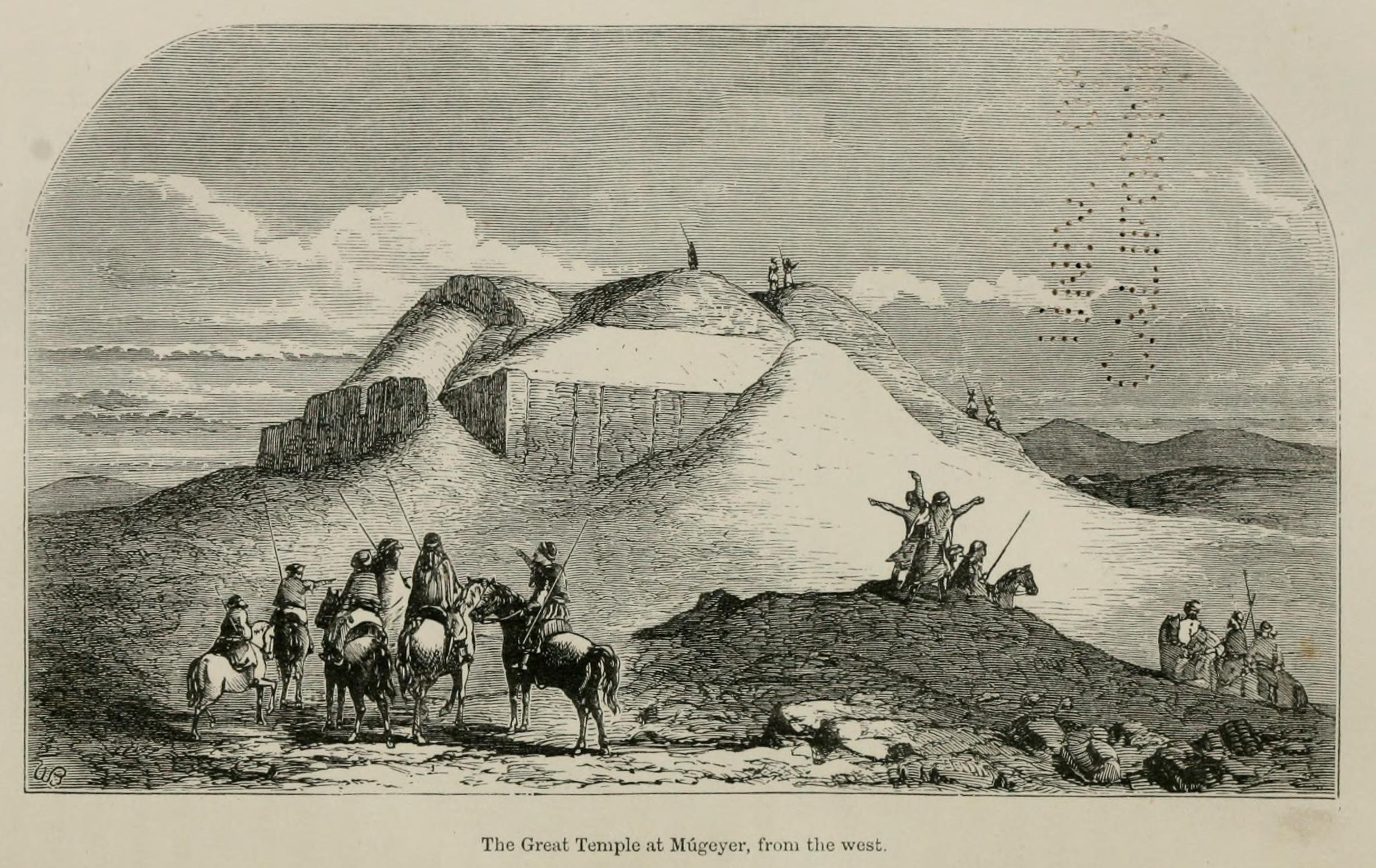
지구라트 발견 당시를 그린 윌리엄 로프터스의 그림

지구라트 유적을 발굴한 고고학자들은 대부분 영국 출신의 고고학자들이었다. 첫 번째로 발굴한 고고학자는 1850년대에 존 조지 테일러(John George Taylor, "JE Taylor"로 잘못 표기됨)로 그의 발굴로 인해 우르의 지구라트라는 것이 처음으로 확인되었다. 또한 1850년 영국의 고고학자 윌리엄 로프터스(William Loftus)에 의해 재발견되었다. 제1차 세계대전 이후 예비 발굴 작업은 역시 영국의 고고학자 레지날드 캠밸 톰슨(Reginald Campbell Thompson)과 헨리 홀(Henry Hall)에 의해 진행되었다. 또한 영국의 고고학자 레너드 울리 경은 1922~1934년 펜실베이니아 대학교 인류고고학 박물관과 대영박물관의 임명으로 1920년대에 우르의 지구라트를 대대적으로 발굴했다.
지구라트 유적은 역청(瀝靑)으로 쌓인 불에 탄 벽돌과 마주한 3층의 단단한 진흙 벽돌 덩어리로 이루어져 있다. 가장 낮은 층은 우르남무의 원래 건축에 해당하는 반면, 두 개의 상부 층은 신바빌로니아 복원의 일부이다. 가장 낮은 층의 정면과 계단은 사담 후세인의 명령에 따라 재건되었다.
재건된 지구라트는 1991년 걸프전 때 총격으로 인해 파손되었으며, 폭발로 지구라트 건축물이 흔들리기도 했다. 근처에는 4개의 폭탄 분화구가 보이고, 지구라트의 벽은 400개가 넘는 총알 구멍으로 훼손되어 있다.

## 갤러리

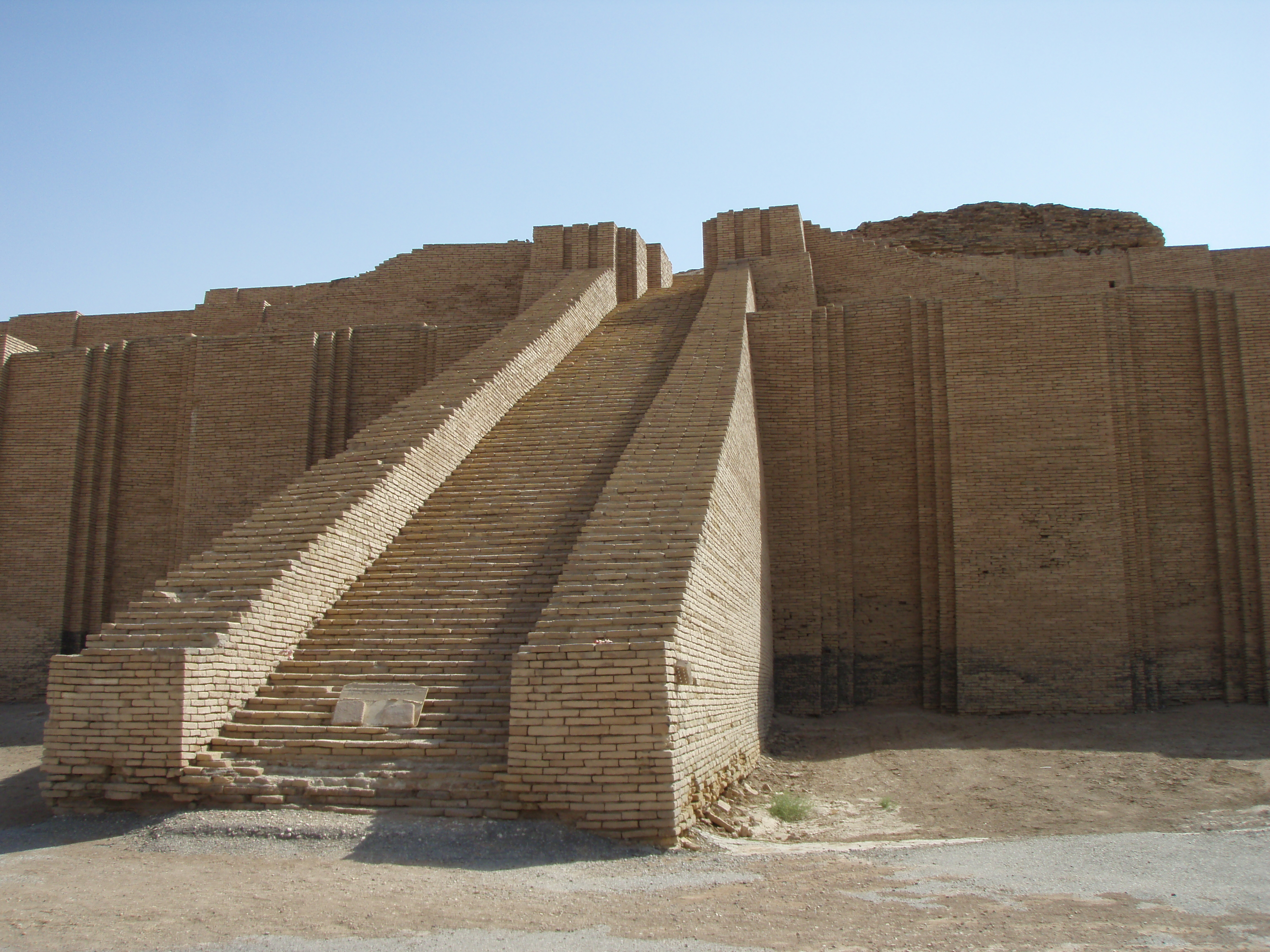
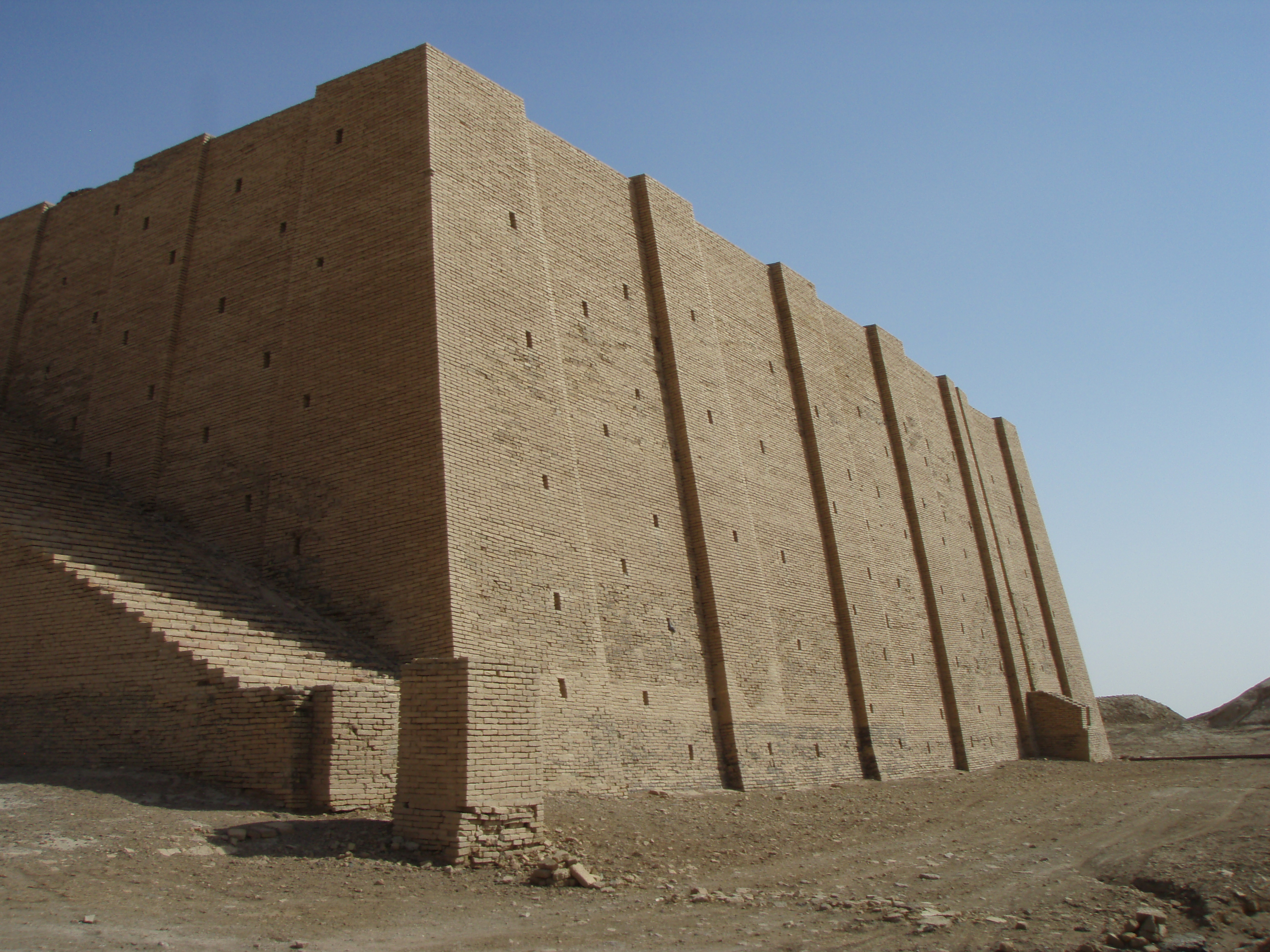
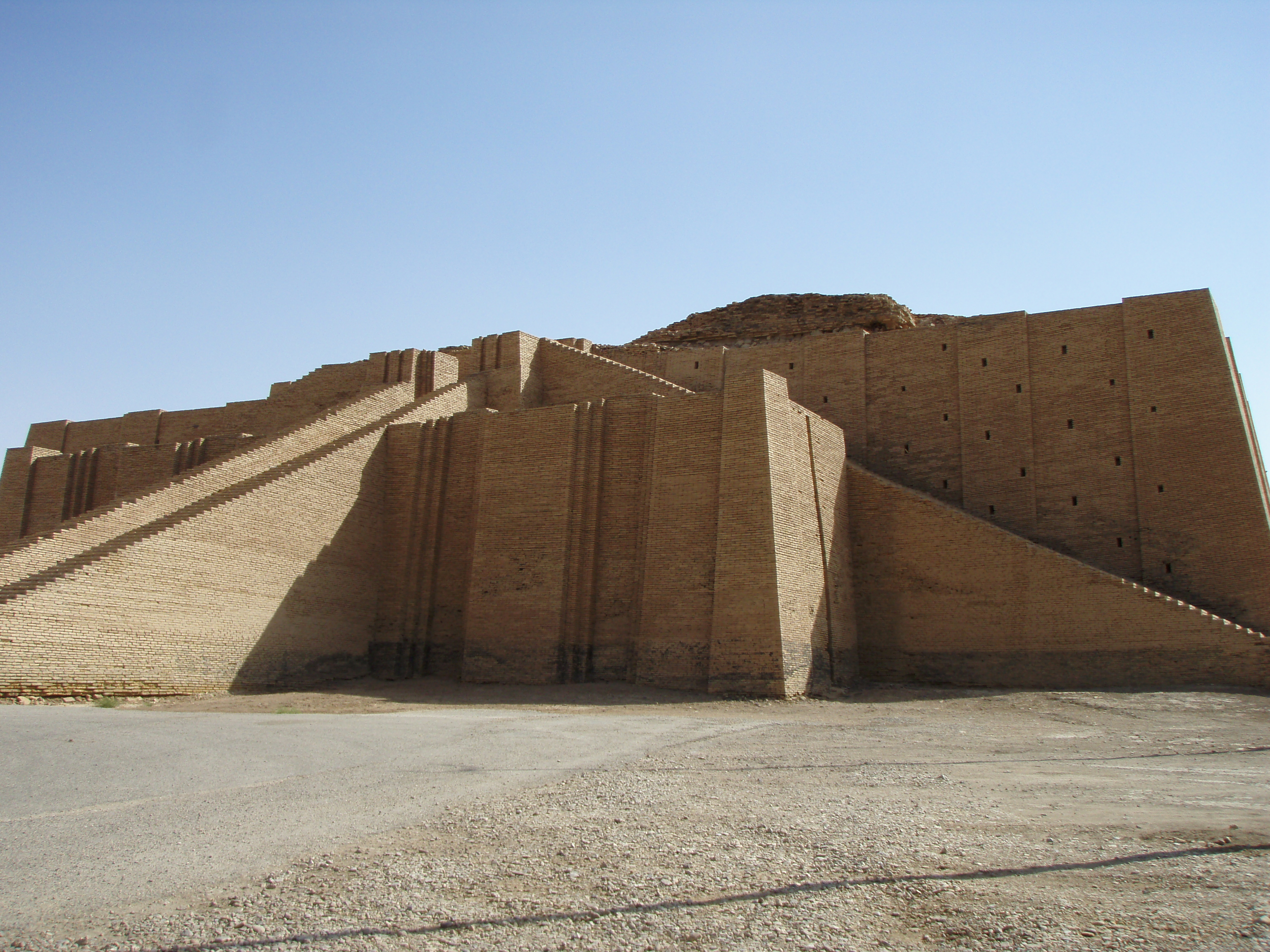
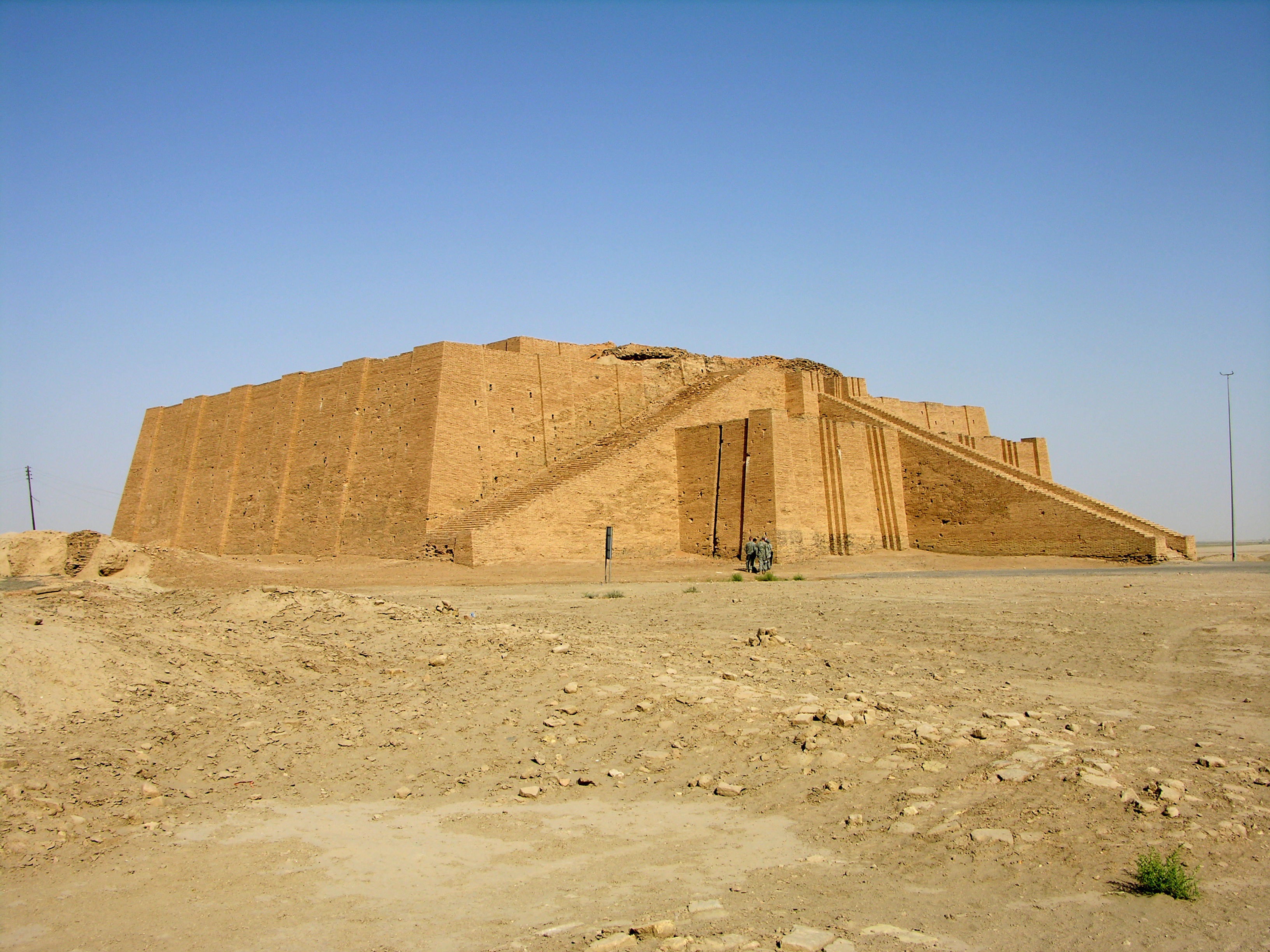
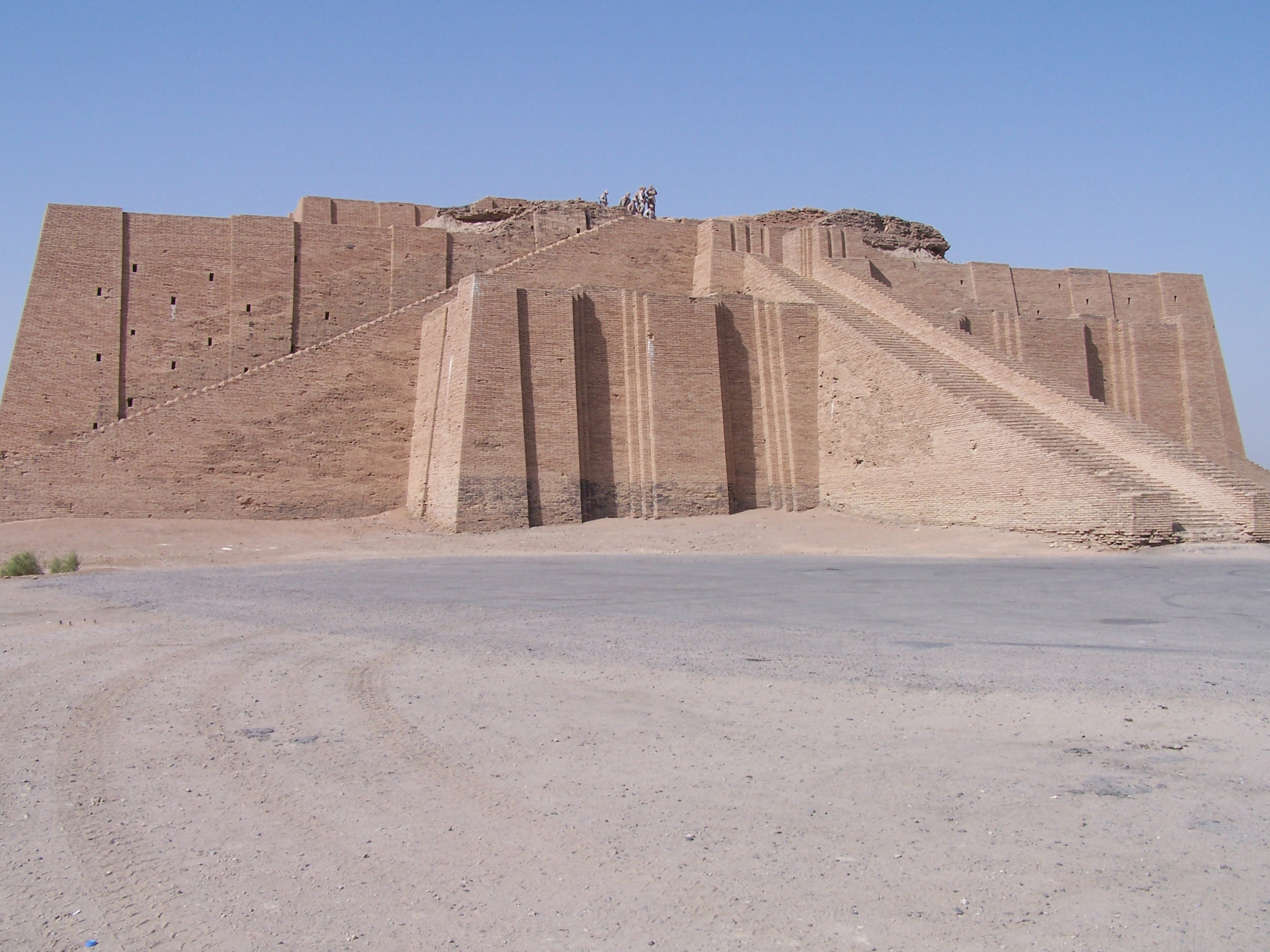
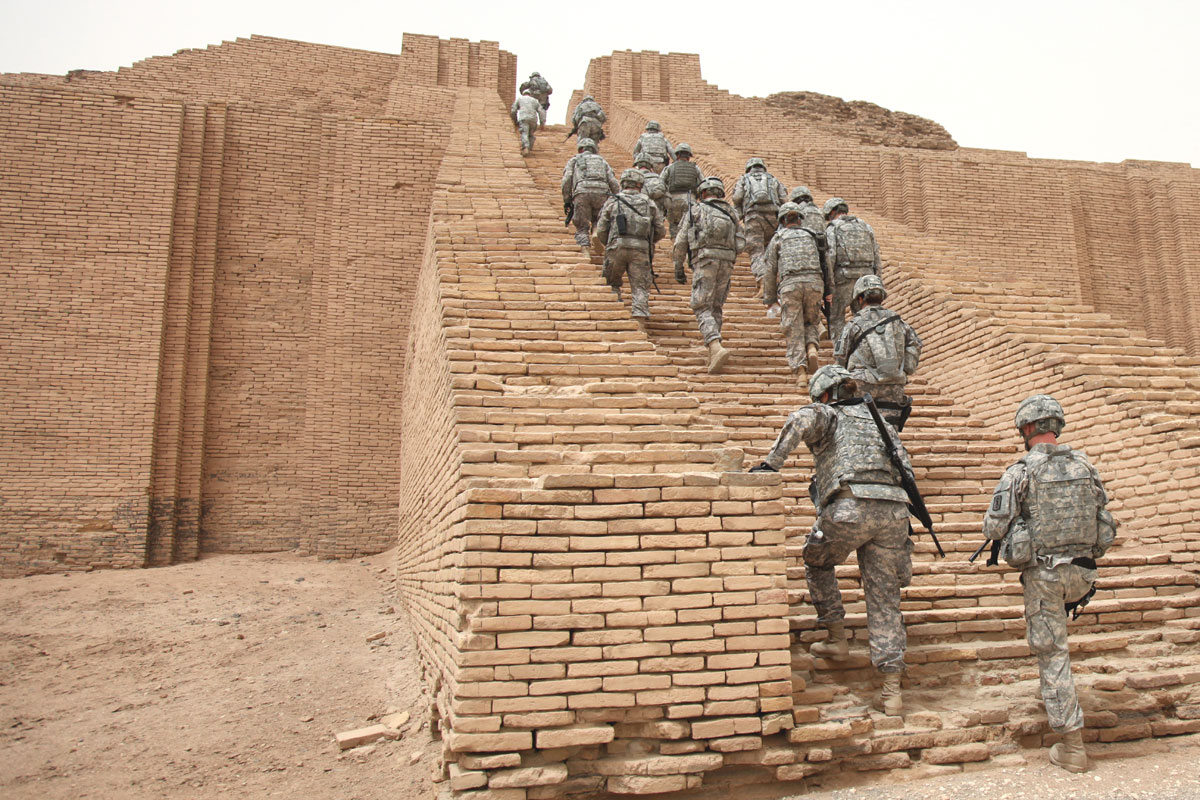
2010년, 제17소방여단 소속 미군들이 우르 지구라트의 재건된 계단을 오르고 있다.